# Lijst van voetbalinterlands Frankrijk - Nederland (mannen)
Deze lijst van voetbalinterlands is een overzicht van de officiële voetbalwedstrijden tussen de nationale teams van Frankrijk en Nederland. De landen hebben tot op heden 30 keer tegen elkaar gespeeld. Het eerste onderlinge duel was een vriendschappelijke wedstrijd op 10 mei 1908 in Rotterdam. De laatste confrontatie, een groepswedstrijd tijdens het Europees kampioenschap voetbal 2024, vond plaats op 21 juni 2024 in Leipzig (Duitsland).

## Wedstrijden
| №  | № Int NED | Plaats      | Datum            | Competitie                  | Wedstrijd             | Uitslag |
| -- | --------- | ----------- | ---------------- | --------------------------- | --------------------- | ------- |
| 1  | 11        | Rotterdam   | 10 mei 1908      | Vriendschappelijk           | Nederland − Frankrijk | 4 – 1   |
| 2  | 57        | Parijs      | 13 november 1921 | Vriendschappelijk           | Frankrijk − Nederland | 0 – 5   |
| 3  | 62        | Amsterdam   | 2 april 1923     | Vriendschappelijk           | Nederland − Frankrijk | 8 – 1   |
| 4  | 116       | Parijs      | 29 november 1931 | Vriendschappelijk           | Frankrijk − Nederland | 3 – 4   |
| 5  | 130       | Amsterdam   | 10 mei 1934      | Vriendschappelijk           | Nederland − Frankrijk | 4 – 5   |
| 6  | 139       | Parijs      | 12 januari 1936  | Vriendschappelijk           | Frankrijk − Nederland | 1 – 6   |
| 7  | 147       | Amsterdam   | 31 oktober 1937  | Vriendschappelijk           | Nederland − Frankrijk | 2 – 3   |
| 8  | 167       | Parijs      | 26 mei 1947      | Vriendschappelijk           | Frankrijk − Nederland | 4 – 0   |
| 9  | 177       | Rotterdam   | 23 april 1949    | Vriendschappelijk           | Nederland − Frankrijk | 4 – 1   |
| 10 | 187       | Parijs      | 10 december 1950 | Vriendschappelijk           | Frankrijk − Nederland | 5 – 2   |
| 11 | 267       | Rotterdam   | 17 april 1963    | Vriendschappelijk           | Nederland − Frankrijk | 1 – 0   |
| 12 | 388       | Parijs      | 26 maart 1980    | Vriendschappelijk           | Frankrijk − Nederland | 0 – 0   |
| 13 | 398       | Rotterdam   | 25 maart 1981    | WK 1982 kwalificatie        | Nederland − Frankrijk | 1 – 0   |
| 14 | 403       | Parijs      | 18 november 1981 | WK 1982 kwalificatie        | Frankrijk − Nederland | 2 – 0   |
| 15 | 409       | Rotterdam   | 10 november 1982 | Vriendschappelijk           | Nederland − Frankrijk | 1 – 2   |
| 16 | 484       | Lens        | 5 juni 1992      | Vriendschappelijk           | Frankrijk − Nederland | 1 – 1   |
| 17 | 515       | Utrecht     | 18 januari 1995  | Vriendschappelijk           | Nederland − Frankrijk | 0 – 1   |
| 18 | 530       | Liverpool   | 22 juni 1996     | EK 1996                     | Frankrijk − Nederland | 0 – 0   |
| 19 | 535       | Parijs      | 26 februari 1997 | Vriendschappelijk           | Frankrijk − Nederland | 2 – 1   |
| 20 | 573       | Amsterdam   | 21 juni 2000     | EK 2000                     | Nederland − Frankrijk | 3 – 2   |
| 21 | 609       | Rotterdam   | 31 maart 2004    | Vriendschappelijk           | Nederland − Frankrijk | 0 – 0   |
| 22 | 668       | Bern        | 13 juni 2008     | EK 2008                     | Nederland − Frankrijk | 4 – 1   |
| 23 | 741       | Saint-Denis | 5 maart 2014     | Vriendschappelijk           | Frankrijk − Nederland | 2 – 0   |
| 24 | 766       | Amsterdam   | 25 maart 2016    | Vriendschappelijk           | Nederland − Frankrijk | 2 – 3   |
| 25 | 769       | Amsterdam   | 10 oktober 2016  | WK 2018 kwalificatie        | Nederland − Frankrijk | 0 – 1   |
| 26 | 783       | Saint-Denis | 31 augustus 2017 | WK 2018 kwalificatie        | Frankrijk − Nederland | 4 – 0   |
| 27 | 794       | Saint-Denis | 9 september 2018 | UEFA Nations League 2018/19 | Frankrijk − Nederland | 2 – 1   |
| 28 | 797       | Rotterdam   | 16 november 2018 | UEFA Nations League 2018/19 | Nederland − Frankrijk | 2 – 0   |
| 29 | 846       | Saint-Denis | 24 maart 2023    | EK 2024 kwalificatie        | Frankrijk − Nederland | 4 − 0   |
| 30 | 852       | Amsterdam   | 13 oktober 2023  | EK 2024 kwalificatie        | Nederland − Frankrijk | 1 − 2   |
| 31 | 861       | Leipzig     | 21 juni 2024     | EK 2024                     | Nederland – Frankrijk | 0 − 0   |

## Samenvatting
| Competitie          | Totaal gespeeld | Winst Frankrijk | Gelijk | Winst Nederland | Doelsaldo Frankrijk – Nederland |
| ------------------- | --------------- | --------------- | ------ | --------------- | ------------------------------- |
| WK-kwalificatie     | 4               | 3               | 0      | 1               | 7 − 1                           |
| EK-eindronde        | 4               | 0               | 2      | 2               | 3 − 7                           |
| EK-kwalificatie     | 2               | 2               | 0      | 0               | 6 − 1                           |
| UEFA Nations League | 2               | 1               | 0      | 1               | 2 − 3                           |
| Vriendschappelijk   | 19              | 9               | 3      | 7               | 35 − 45                         |
| Totaal              | 31              | 15              | 5      | 11              | 53 − 57                         |

Wedstrijden bepaald door strafschoppen worden, in lijn met de FIFA, als een gelijkspel gerekend.

## Details

### Eerste ontmoeting
| Vriendschappelijk (Rotterdam, Nederland, 10 mei 1908):                |       |                    |
| Nederland                                                             | 4 – 1 | Frankrijk          |
| Edu Snethlage 22' Jan Thomée 24' Jan Akkersdijk 60' Edu Snethlage 76' | goals | 75' André François |

### Tweede ontmoeting
| Vriendschappelijk (Parijs, Frankrijk, 13 november 1921): |       |                                                                                             |
| Frankrijk                                                | 0 – 5 | Nederland                                                                                   |
|                                                          | goals | 30' Jan van Gendt 54' Jan van Gendt 69' Hary Rodermond 85' Hary Rodermond 87' Jan van Gendt |

### Derde ontmoeting
| Vriendschappelijk (Amsterdam, Nederland, 2 april 1923):                                                                                |       |                |
| Nederland | 8 – 1 | Frankrijk      |
| Wim Roetert 1' Evert van Linge 15' Wim Roetert 18' Jaap Bulder 44' Wim Addicks 53' Evert van Linge 55' Wim Addicks 81' Jaap Bulder 86' | goals | 82' Henri Bard |

### Vierde ontmoeting
| Vriendschappelijk (Parijs, Frankrijk, 29 november 1931): |       |                                                                    |
| Frankrijk                                                | 3 – 4 | Nederland                                                          |
| Robert Mercier 7' Émile Veinante 53' Émile Veinante 68'  | goals | 12' Wim Lagendaal 23' Jaap Mol 24' Wim Lagendaal 26' Wim Lagendaal |

### Vijfde ontmoeting
| Vriendschappelijk (Amsterdam, Nederland, 10 mei 1934):       |       |                                                                                        |
| Nederland                                                    | 4 – 5 | Frankrijk                                                                              |
| Leen Vente 4' Beb Bakhuijs 7' Beb Bakhuijs 13' Kick Smit 31' | goals | 13' Fritz Keller 21' Jean Nicolas 25' Jean Nicolas 38' Joseph Alcazar 73' Jean Nicolas |

### Zesde ontmoeting
| Vriendschappelijk (Parijs, Frankrijk, 12 januari 1936): |       | |
| Frankrijk                                               | 1 – 6 | Nederland                                                                                          |
| Roger Courtois 64'                                      | goals | 5' Beb Bakhuijs 35' Frank Wels 40' Beb Bakhuijs 41' Beb Bakhuijs 85' Daaf Drok 87' Joop van Nellen |

### Zestiende ontmoeting
| Vriendschappelijk (Lens, Frankrijk, 5 juni 1992): |       |               |
| Frankrijk                                         | 1 – 1 | Nederland     |
| Jean-Pierre Papin 12'                             | goals | 18' Bryan Roy |

### Zeventiende ontmoeting
| Vriendschappelijk (Utrecht, Nederland, 18 januari 1995): |       |                  |
| Nederland                                                | 0 – 1 | Frankrijk        |
|                                                          | goals | 45' Patrice Loko |

### Achttiende ontmoeting
| EK 1996 (Liverpool, Engeland, 22 juni 1996):                                  |                     |                                                                            |
| Frankrijk                                                                     | 0 – 0               | Nederland                                                                  |
|                                                                               | goals               |                                                                            |
| Zinédine Zidane Youri Djorkaeff Bixente Lizarazu Vincent Guérin Laurent Blanc | strafschoppen 5 – 4 | Johan de Kock Ronald de Boer Patrick Kluivert Clarence Seedorf Danny Blind |

### Negentiende ontmoeting
| Vriendschappelijk (Parijs, Frankrijk, 26 februari 1997): |       |                    |
| Frankrijk                                                | 2 – 1 | Nederland          |
| Robert Pirès 75' Patrice Loko 84'                        | goals | 4' Dennis Bergkamp |

### Twintigste ontmoeting
| EK 2000 (Amsterdam, Nederland, 21 juni 2000):               |       |                                           |
| Nederland                                                   | 3 – 2 | Frankrijk                                 |
| Patrick Kluivert 14' Frank de Boer 51' Boudewijn Zenden 59' | goals | 8' Christophe Dugarry 30' David Trezeguet |

### 21ste ontmoeting
| Vriendschappelijk (Rotterdam, Nederland, 31 maart 2004): |       |           |
| Nederland                                                | 0 – 0 | Frankrijk |
|                                                          | goals |           |

### 22ste ontmoeting
| EK 2008 (Bern, Zwitserland, 13 juni 2008):                              |       |                   |
| Nederland                                                               | 4 – 1 | Frankrijk         |
| Dirk Kuijt 9' Robin van Persie 59' Arjen Robben 72' Wesley Sneijder 90' | goals | 71' Thierry Henry |

### 23ste ontmoeting
| Vriendschappelijk (Saint-Denis, Frankrijk, 5 maart 2014): |              | |
| Frankrijk | 2 – 0        | Nederland |
| Karim Benzema 32' Blaise Matuidi 41' | goals        | |
| Didier Deschamps | bondscoach   | Louis van Gaal |
| Hugo Lloris Mathieu Debuchy 87' Patrice Évra 46' Eliaquim Mangala Raphaël Varane Blaise Matuidi Mathieu Valbuena 63' Yohan Cabaye Paul Pogba 81' Karim Benzema 81' Antoine Griezmann 68'                  | opstellingen | Jasper Cillessen Gregory van der Wiel Ron Vlaar 52' Daley Blind Bruno Martins Indi 72' Wesley Sneijder 39' Kevin Strootman Jordy Clasie Quincy Promes Robin van Persie 72' Jean-Paul Boëtius |
| Lucas Digne 46' Franck Ribéry 63' Loïc Rémy 68' Olivier Giroud 81' Moussa Sissoko 81' Bacary Sagna 87' | wissels      | 39' Stijn Schaars 52' Karim Rekik 72' Davy Klaassen 72' Memphis Depay |
| Yohan Cabaye 77' | gele kaarten | 37' Gregory van der Wiel |
| - Debuut van Lucas Digne (Paris Saint-Germain) en Antoine Griezmann (Real Sociedad) voor Frankrijk. - Debuut van Karim Rekik (PSV), Davy Klaassen (Ajax) en Jean-Paul Boëtius (Feyenoord) voor Nederland. |              | |

### 24ste ontmoeting
| Vriendschappelijk (Amsterdam, Nederland, 25 maart 2016): |              | |
| Nederland | 2 – 3        | Frankrijk |
| Luuk de Jong 47' Ibrahim Afellay 86' | goals        | 6' Antoine Griezmann 13' Olivier Giroud 87' Blaise Matuidi |
| Danny Blind | bondscoach   | Didier Deschamps |
| Jasper Cillessen Joël Veltman Jeffrey Bruma Jetro Willems 78' Virgil van Dijk 46' Daley Blind Wesley Sneijder 37' Jordy Clasie 46' Davy Klaassen 76' Quincy Promes Luuk de Jong 81' | opstellingen | Steve Mandanda Christophe Jallet 46' Patrice Évra Laurent Koscielny Raphaël Varane Blaise Matuidi Dimitri Payet 46' Lassana Diarra 73' Olivier Giroud 46' Antoine Griezmann 87' Paul Pogba |
| Riechedly Bazoer 37' Ibrahim Afellay 46' Memphis Depay 46' Georginio Wijnaldum 76' Patrick van Aanholt 78' Vincent Janssen 81'                                                      | wissels      | 46' Lucas Digne 46' Anthony Martial 46' N'Golo Kanté 73' André-Pierre Gignac 87' Moussa Sissoko                                                                                            |
| | gele kaarten | 70' Blaise Matuidi |
| - Debuut van Vincent Janssen (AZ Alkmaar) voor Nederland. - Debuut van N'Golo Kanté (Leicester City) voor Frankrijk.                                                                |              | |

### 25ste ontmoeting
| WK 2018 kwalificatie (Amsterdam, Nederland, 10 oktober 2016): |              | |
| Nederland | 0 – 1        | Frankrijk |
| | goals        | 30' Paul Pogba |
| Danny Blind | bondscoach   | Didier Deschamps |
| Maarten Stekelenburg Rick Karsdorp Jeffrey Bruma Virgil van Dijk Daley Blind Davy Klaassen Kevin Strootman Georginio Wijnaldum 62' Davy Pröpper 84' Vincent Janssen Quincy Promes 16' | opstellingen | Hugo Lloris Djibril Sidibé Laurent Koscielny Layvin Kurzawa Raphaël Varane Paul Pogba 67' Dimitri Payet Moussa Sissoko Blaise Matuidi 80' Kévin Gameiro 90+3' Antoine Griezmann |
| Memphis Depay 16' Bas Dost 62' Jetro Willems 84' | wissels      | 67' Anthony Martial 80' André-Pierre Gignac 90+3' N'Golo Kanté |
| Davy Pröpper 70' Kevin Strootman 78' | gele kaarten | 79' Paul Pogba |

FFF · A-internationals · Selecties · Bondscoaches · Frans vrouwenelftal · Olympisch elftal · Frankrijk U21 · Frankrijk U20 · Frankrijk U19 · Frankrijk U18 · Frankrijk U17 · Frankrijk U16 · Vrouwen U17
1904 – 1919 ·
1920 – 1929 ·
1930 – 1939 ·
1940 – 1949 ·
1950 – 1959 ·
1960 – 1969 ·
1970 – 1979 ·
1980 – 1989 ·
1990 – 1999 ·
2000 – 2009 ·
2010 – 2019 ·
2020 – 2029
EK's: 1984 · 
1992 · 
1996 · 
2000 · 
2004 · 
2008 · 
2012 · 
2016 · 
2020 · 
2024
WK's: 1930 · 
1934 · 
1938 · 
1954 · 
1958 · 
1966 · 
1978 · 
1982 · 
1986 · 
1998 · 
2002 · 
2006 · 
2010 · 
2014 · 
2018 · 
2022
OS: 1900 · 
1908 · 
1920 · 
1924 · 
1948 · 
1952 · 
1960 · 
1968 · 
1976 · 
1984 · 
1996 · 
2020
1904 · 
1905 · 
1906 · 
1907 · 
1908 · 
1909 · 
1910 · 
1911 · 
1912 · 
1913 · 
1914 · 
1915 · 1916 · 1917 · 1918 · 
1919 · 
1920 · 
1921 · 
1922 · 
1923 · 
1924 · 
1925 · 
1926 · 
1927 · 
1928 · 
1929 · 
1930 · 
1931 · 
1932 · 
1933 · 
1934 · 
1935 · 
1936 · 
1937 · 
1938 · 
1939 · 
1940 · 1941  · 
1942 · 
1943 · 1944  · 
1945 · 
1946 · 
1947 · 
1948 · 
1949 · 
1950 · 
1951 · 
1952 · 
1953 · 
1954 · 
1955 · 
1956 · 
1957 · 
1958 · 
1959 ·
1960 · 
1961 · 
1962 · 
1963 · 
1964 · 
1965 · 
1966 · 
1967 · 
1968 · 
1969 ·
1970 · 
1971 · 
1972 · 
1973 · 
1974 · 
1975 · 
1976 · 
1977 · 
1978 · 
1979 ·
1980 · 
1981 · 
1982 · 
1983 · 
1984 · 
1985 · 
1986 · 
1987 · 
1988 · 
1989 · 
1990 · 
1991 · 
1992 · 
1993 · 
1994 · 
1995 · 
1996 · 
1997 · 
1998 · 
1999 · 
2000 · 
2001 · 
2002 · 
2003 · 
2004 · 
2005 · 
2006 · 
2007 · 
2008 · 
2009 · 
2010 · 
2011 · 
2012 · 
2013 · 
2014 · 
2015 · 
2016 · 
2017 · 
2018 ·
2019 ·
2020 ·
2021 ·
2022 ·
2023
Albanië ·
Algerije ·
Andorra ·
Argentinië ·
Armenië ·
Australië ·
Azerbeidzjan ·
België ·
Bolivia ·
Bosnië en Herzegovina ·
Brazilië ·
Bulgarije ·
Canada ·
Chili ·
China ·
Colombia ·
Costa Rica ·
Cyprus ·
Denemarken ·
Duitse Democratische Republiek ·
Duitsland ·
Ecuador ·
Egypte ·
Engeland ·
Estland ·
Faeröer ·
Finland ·
Georgië ·
Gibraltar ·
Griekenland ·
Honduras ·
Hongarije ·
Ierland ·
IJsland ·
Iran ·
Israël ·
Italië ·
Ivoorkust ·
Jamaica ·
Japan ·
Joegoslavië ·
Kameroen ·
Kazachstan ·
Koeweit ·
Kroatië ·
Letland ·
Litouwen ·
Luxemburg ·
Malta ·
Marokko ·
Mexico ·
Moldavië ·
Nederland ·
Nieuw-Zeeland ·
Nigeria ·
Noord-Ierland ·
Noorwegen ·
Oekraïne ·
Oostenrijk ·
Paraguay ·
Peru · 
Polen ·
Portugal ·
Roemenië ·
Rusland ·
Saoedi-Arabië ·
Schotland ·
Senegal ·
Servië ·
Slovenië ·
Slowakije ·
Sovjet-Unie ·
Spanje ·
Togo ·
Tsjechië ·
Tsjecho-Slowakije ·
Tunesië ·
Turkije ·
Uruguay ·
Verenigde Staten ·
Wales ·
Wit-Rusland ·
Zuid-Afrika ·
Zuid-Korea ·
Zweden ·
Zwitserland
Albanië (2016) ·
Argentinië (2018) ·
Argentinië (2022) ·
Australië (2018) · 
België (1904) · 
België (2018) · 
Brazilië (1998) · 
Brazilië (2006) · 
Denemarken (2002) · 
Denemarken (2018) ·
Duitsland (2014) · 
Duitsland (2021) · 
Ecuador (2014) · 
Engeland (1982) · 
Engeland (2012) · 
Engeland (2022) ·
Honduras (2014) · 
Hongarije (2021) · 
Italië (2000) · 
Italië (2006) · 
Italië (2008) · 
Japan (2001) · 
Kameroen (2003) · 
Koeweit (1982) · 
Kroatië (2018) · 
Marokko (2022) ·
Mexico (2010) · 
Nederland (2008) · 
Nigeria (2014) ·
Noord-Ierland (1982) · 
Oekraïne (2012) · 
Oostenrijk (1982) · 
Peru (2018) · 
Polen (1982) · 
Polen (2022) ·
Portugal (2006) · 
Portugal (2016) ·
Portugal (2021) ·
Roemenië (2008) ·
Roemenië (2016) ·
Senegal (2002) · 
Spanje (1984) ·
Spanje (2006) ·
Spanje (2012) ·
Spanje (2021) ·
Togo (2006) ·
Tsjecho-Slowakije (1982) ·
Uruguay (2002) ·
Uruguay (2010) ·
Uruguay (2018) ·
Zuid-Afrika (2010) ·
Zuid-Korea (2006) ·
Zweden (2012) ·
Zwitserland (2006) ·
Zwitserland (2014) ·
Zwitserland (2016) ·
Zwitserland (2021)
KNVB ·
A-internationals ·
Bondscoaches (m) ·
Topscorers ·
Nederlands vrouwenelftal ·
Bondscoaches (v) ·
Nederland B ·
Olympisch elftal ·
Jong Oranje ·
Nederland –20 ·
Nederland –19 ·
Nederland –18 ·
Nederland –17 ·
Nederland –16 ·
Nederland –15 ·
Nederlands amateurelftal ·
Nederlands zaterdagelftal ·
Jong OranjeLeeuwinnen ·
Vrouwen –20 ·
Vrouwen –19 ·
Vrouwen –18 ·
Vrouwen –17 ·
Vrouwen –16 ·
Vrouwen –15 ·
Militair mannenelftal ·
Militair vrouwenelftal ·
Strandteam ·
Vrouwen Strandteam ·
Futsalteam ·
Vrouwen Futsalteam

EK-wedstrijden ·
WK-wedstrijden ·
Resultaten kwalificaties en eindronden ·
Nederland B-wedstrijden ·
Officieuze wedstrijden ·
EK-wedstrijden vrouwen ·
WK-wedstrijden vrouwen ·
Resultaten vrouwen kwalificaties en eindronden
1905 – 1919 ·
1920 – 1929 ·
1930 – 1939 ·
1940 – 1949 ·
1950 – 1959 ·
1960 – 1969 ·
1970 – 1979 ·
1980 – 1989 ·
1990 – 1999 ·
2000 – 2009 ·
2010 – 2019 ·
2020 – 2029
2015 ·
2016 ·
2017 ·
2018 ·
2019 ·
2020 ·
2021 · 
2022
EK's: 1976 · 
1980 · 
1988 · 
1992 · 
1996 · 
2000 · 
2004 · 
2008 · 
2012 · 
2020 · 
2024
WK's: 1934 · 
1938 · 
1974 · 
1978 · 
1990 · 
1994 · 
1998 · 
2006 · 
2010 · 
2014 · 
2022
OS: 1908 ·
1912 ·
1920 ·
1924 ·
1928 ·
1948 ·
1952 ·
2008
Albanië ·
Andorra ·
Argentinië ·
Armenië ·
Australië ·
België ·
Bosnië en Herzegovina ·
Brazilië ·
Bulgarije ·
Canada ·
Chili ·
China ·
Colombia ·
Costa Rica ·
Curaçao ·
Cyprus ·
DDR ·
Denemarken ·
Duitsland ·
Ecuador ·
Egypte ·
Engeland ·
Estland ·
Faeröer ·
Finland ·
Frankrijk ·
GOS · 
Georgië ·
Ghana ·
Gibraltar ·
Griekenland ·
Hongarije ·
Ierland ·
IJsland ·
Indonesië ·
Iran ·
Israël ·
Italië ·
Ivoorkust ·
Japan ·
Joegoslavië ·
Kameroen ·
Kazachstan ·
Kroatië ·
Letland ·
Liechtenstein ·
Luxemburg ·
Malta ·
Marokko ·
Mexico ·
Moldavië ·
Montenegro ·
Nederlandse Antillen ·
Nigeria ·
Noord-Ierland ·
Noord-Macedonië ·
Noorwegen ·
Oekraïne ·
Oostenrijk ·
Paraguay ·
Peru ·
Polen ·
Portugal ·
Qatar ·
Roemenië ·
Rusland ·
Saarland ·
San Marino ·
Saoedi-Arabië ·
Schotland ·
Senegal ·
Servië en Montenegro ·
Slovenië ·
Slowakije ·
Sovjet-Unie ·
Spanje ·
Suriname ·
Thailand ·
Tsjechië ·
Tsjecho-Slowakije ·
Tunesië ·
Turkije ·
Uruguay ·
Verenigd Koninkrijk ·
Verenigde Staten ·
Wales ·
Wit-Rusland ·
Zuid-Afrika ·
Zuid-Korea ·
Zweden ·
Zwitserland
Argentinië (1978) ·
Argentinië (2006) ·
Argentinië (2014) ·
Argentinië (2022) ·
Australië (2014) ·
Brazilië (2014) ·
Chili (2014) · 
Costa Rica (2014) ·
Denemarken (2010) ·
Denemarken (2012) ·
Duitsland (2012) · 
Ecuador (2022) · 
Frankrijk (2008) ·
Italië (2008) ·
Ivoorkust (2006) ·
Japan (2010) ·
Kameroen (2010) ·
Mexico (2014) · 
Noord-Macedonië (2021) · 
Oekraïne (2021) · 
Oostenrijk (2021) · 
Portugal (2006) ·
Portugal (2012) ·
Portugal (2019) ·
Qatar (2022) ·
Roemenië (2008) ·
Rusland (2008) ·
San Marino (2011) ·
Senegal (2022) ·
Servië en Montenegro (2006) ·
Sovjet-Unie (1988) ·
Spanje (2010) ·
Spanje (2014) ·
Tsjechië (2021) · 
Uruguay (2010) ·
Verenigde Staten (2022) · 
West-Duitsland (1974)